# 1. Fußball-Club Köln 01/07 2023-2024 (calcio femminile)
Questa voce raccoglie le informazioni riguardanti il 1. Fußball-Club Köln 01/07  nelle competizioni ufficiali della stagione calcistica 2023-2024.

## Divise e sponsor
La tenuta di gioco ripropone la grafica adottata dalla squadra maschile del Colonia. Main sponsor, differentemente dalla compagine maschile, era Telekom Deutschland, presente con il caratteristico marchio T sul fronte maglia, quello tecnico, fornitore dell'abbigliamento sportivo, era Hummel.
| Casa | Trasferta | Terza divisa |

## Organigramma societario
Tratto dal sito societario:
- Allenatore: Daniel Weber
- Allenatori in seconda: Jacqueline Dünker, Noah Eberhardt
- Allenatore dei portieri: Marc Ernzer
- Preparatore atletico: Maximilian Goller
- Team Manager: Sebastian Kirschbaum
- Fisioterapisti: Michael Bröckelmann, Inga Wester

## Rosa
Rosa, ruoli e numeri di maglia come da sito ufficiale, aggiornati al 4 novembre 2023.
| N. |                      | Ruolo | Calciatrice       |
| -- | -------------------- | ----- | ----------------- |
| 1  | Austria (bandiera)   | P     | Jasmin Pal        |
| 2  | Danimarca (bandiera) | D     | Sofie Vendelbo    |
| 5  | Austria (bandiera)   | D     | Celina Degen      |
| 6  | Germania (bandiera)  | C     | Lotta Cordes      |
| 7  | Germania (bandiera)  | C     | Manjou Wilde      |
| 8  | Germania (bandiera)  | C     | Laura Vogt        |
| 9  | Polonia (bandiera)   | C     | Adriana Achcińska |
| 10 | Israele (bandiera)   | C     | Sharon Beck       |
| 11 | Svizzera (bandiera)  | C     | Alena Bienz       |
| 12 | Germania (bandiera)  | P     | Paula Hoppe       |
| 13 | Germania (bandiera)  | A     | Emma Lattus       |
| 14 | Germania (bandiera)  | D     | Carlotta Imping   |
| 16 | Germania (bandiera)  | C     | Lilith Schmidt    |

| N. |                                 | Ruolo | Calciatrice        |
| -- | ------------------------------- | ----- | ------------------ |
| 18 | Bosnia ed Erzegovina (bandiera) | D     | Andrea Gavrić      |
| 19 | Ungheria (bandiera)             | A     | Dóra Zeller        |
| 20 | Germania (bandiera)             | A     | Meike Messmer      |
| 21 | Germania (bandiera)             | D     | Anna Gerhardt      |
| 22 | Polonia (bandiera)              | A     | Natalia Padilla    |
| 23 | Germania (bandiera)             | A     | Marleen Schimmer   |
| 24 | Germania (bandiera)             | P     | Josefine Osigus    |
| 25 | Germania (bandiera)             | D     | Laura Donhauser    |
| 26 | Polonia (bandiera)              | C     | Martyna Wiankowska |
| 27 | Germania (bandiera)             | C     | Lena Uebach        |
| 28 | Germania (bandiera)             | D     | Janina Hechler     |
| 29 | Germania (bandiera)             | A     | Selina Cerci       |

## Calciomercato

### Sessione estiva
| Acquisti | Acquisti           | Acquisti              | Acquisti |
| R.       | Nome               | da                    | Modalità |
| -------- | ------------------ | --------------------- | -------- |
| P        | Josefine Osigus    | Gütersloh             |          |
| D        | Anna Gerhardt      | Turbine Potsdam       |          |
| D        | Janina Hechler     | Eintracht Francoforte | [ 3 ]    |
| D        | Sofie Vendelbo     | Genk                  |          |
| C        | Martyna Wiankowska | Turbine Potsdam       |          |
| A        | Natalia Padilla    | Bayern Monaco         | prestito |
| A        | Dóra Zeller        | Häcken                |          |

| Cessioni | Cessioni               | Cessioni                  | Cessioni      |
| R.       | Nome                   | a                         | Modalità      |
| -------- | ---------------------- | ------------------------- | ------------- |
| P        | Kristin Krammer        | Norimberga                |               |
| D        | Alicia-Sophie Gudorf   | Friburgo                  |               |
| D        | Myrthe Kemper-Moorrees | Fortuna Sittard           |               |
| D        | Charleen Niesler       | Union Berlino             |               |
| D        | Sandra Walbeck         | SGS Essen                 |               |
| C        | Lotta Cordes           | Colonia II                |               |
| C        | Yuka Hirano            | Nojima Stella Kanagawa S. |               |
| C        | Sarah Puntigam         | Houston Dash              |               |
| A        | Jana Beuschlein        | Stoccarda                 |               |
| A        | Mandy Islacker         | Viktoria Colonia          |               |
| A        | Weronika Zawistowska   | Bayern Monaco             | fine prestito |

### Sessione invernale
| Acquisti | Acquisti        | Acquisti              | Acquisti |
| R.       | Nome            | da                    | Modalità |
| -------- | --------------- | --------------------- | -------- |
| D        | Sara Agrež      | Wolfsburg             | [ 6 ]    |
| A        | Carlotta Wamser | Eintracht Francoforte | prestito |

| Cessioni | Cessioni | Cessioni | Cessioni |
| R.       | Nome     | a        | Modalità |
| -------- | -------- | -------- | -------- |
|          |          |          |          |

## Risultati

### Frauen-Bundesliga

#### Girone di andata
| Arbitro: | Lutz (Poppenhausen) |

|                      |           |            |
| Schimmer 5’ Beck 62’ | Marcatori | 12’ Starke |

| Arbitro: | Wildfeuer (Lützen) |

|                         |           |  |
| Harder 45’ Dallmann 57’ | Marcatori |  |

| Arbitro: | Wacker (Lehrensteinsfeld) |

|                                                |           |               |
| Beck 29’ Wiankowska 59’, 78’ (rig.) Gavrić 69’ | Marcatori | 47’ Zielinski |

| Arbitro: | Westerhoff (Bochum) |

|                                            |           |  |
| Degen 32’ (aut.) Hausicke 83’ Kunkel 90+3’ | Marcatori |  |

| Arbitro: | Diekmann (Essen) |

|  |           |            |
|  | Marcatori | 36’ Levels |

| Arbitro: | Schwermer (Ballenstedt) |

|          |           |                                 |
| Haim 81’ | Marcatori | 5’ Zeller 67’ Schimmer 72’ Beck |

| Arbitro: | Rafalski (Gudensberg) |

|            |           |                     |
| Zeller 13’ | Marcatori | 1’ Alber 62’ Corley |

| Arbitro: | Lutz (Poppenhausen) |

|                                            |           |                                                    |
| Müller 34’ (rig.) Kayikçi 39’ Hoffmann 83’ | Marcatori | 45+2’ (rig.) Wiankowska 72’ Schimmer 76’ Achcińska |

| Arbitro: | Wacker (Lehrensteinsfeld) |

|              |           |                                                          |
| Gerhardt 25’ | Marcatori | 21’ Huth 45+3’ (rig.) Janssen 53’ Endemann 85’ Wedemeyer |

| Arbitro: | Schwermer (Ballenstedt) |

|  |           |                |
|  | Marcatori | 27’ Ostermeier |

| Arbitro: | Lutz (Poppenhausen) |

|                |           |  |
| I. Acikgöz 23’ | Marcatori |  |

#### Girone di ritorno
| Arbitro: | Michel (Magonza) |

|                       |           |                         |
| Fudalla 8’ Müller 75’ | Marcatori | 90+1’ (rig.) Wiankowska |

| Arbitro: | Wildfeuer (Lützen) |

|  |           |                                                                            |
|  | Marcatori | 18’ Dallmann 34’ (aut.) Hechler 45+3’ Schüller 52’ Stanway 64’ Damnjanović |

| Duisburg 18 febbraio 2024, ore 18:30 CET 14ª giornata | MSV Duisburg              | 0 – 0 referto | Colonia | Schauinsland-Reisen-Arena (710 spett.)\| Arbitro: \| Wacker (Lehrensteinsfeld) \| |
| Arbitro:                                              | Wacker (Lehrensteinsfeld) |               |         |                                                                                   |

| Arbitro: | Diekmann (Essen) |

|                                |           |           |
| Schimmer 32’ (rig.) Wamser 82’ | Marcatori | 76’ Sehan |

| Arbitro: | Wildfeuer (Lützen) |

|                       |           |  |
| Turányi 23’ Kögel 73’ | Marcatori |  |

| Arbitro: | Hussein (Bad Harzburg) |

|                                 |           |                                                          |
| Cerci 80’ Degen 88’ Bidas 90+1’ | Marcatori | 28’ (rig.) Schmidt 50’ Haim 54’ (aut.) Degen 90+2’ Dešić |

| Arbitro: | Rafalski (Gudensberg) |

|                |           |            |
| Krumbiegel 79’ | Marcatori | 36’ Meßmer |

| Arbitro: | Rafalski (Gudensberg) |

|                |           |  |
| Cerci 46’, 84’ | Marcatori |  |

| Arbitro: | Duske (Leverkusen) |

|                                                 |           |              |
| Janssen 7’ Pajor 12’, 23’ Popp 36’ Endemann 80’ | Marcatori | 54’ Gerhardt |

| Arbitro: | Kost (Schwerte) |

|                            |           |           |
| Purtscheller 10’ Rieke 30’ | Marcatori | 54’ Bidas |

| Arbitro: | Diekmann (Essen) |

|  |           |              |
|  | Marcatori | 27’ Reuteler |

### DFB-Pokal der Frauen
| Arbitro: | Böhm (Amburgo) |

|  |           | |
|  | Marcatori | 17’, 40’ Schimmer 18’, 33’ (rig.), 43’ Beck 21’ (aut.) Herber 66’ Meßmer 73’ Zeller 83’ Gavrić 88’ (aut.) Gierig |

| Arbitro: | Duske (Leverkusen) |

|                                              |           |                                |
| Rieke 6’ Kowalski 15’ Piljić 78’ Sterner 82’ | Marcatori | 23’, 60’ Zeller 52’ Wiankowska |

## Statistiche

### Statistiche di squadra
| Competizione         | Punti | In casa | In casa | In casa | In casa | In casa | In casa | In trasferta | In trasferta | In trasferta | In trasferta | In trasferta | In trasferta | Totale | Totale | Totale | Totale | Totale | Totale | DR  |
| Competizione         | Punti | G       | V       | N       | P       | Gf      | Gs      | G            | V            | N            | P            | Gf           | Gs           | G      | V      | N      | P      | Gf     | Gs     | DR  |
| -------------------- | ----- | ------- | ------- | ------- | ------- | ------- | ------- | ------------ | ------------ | ------------ | ------------ | ------------ | ------------ | ------ | ------ | ------ | ------ | ------ | ------ | --- |
| Frauen-Bundesliga    | 18    | 11      | 4       | 0       | 7       | 15      | 21      | 11           | 1            | 3            | 7            | 10           | 22           | 22     | 5      | 3      | 14     | 25     | 43     | -18 |
| DFB-Pokal der Frauen | -     | -       | -       | -       | -       | -       | -       | 2            | 1            | 0            | 1            | 13           | 4            | 2      | 1      | 0      | 1      | 13     | 4      | +9  |
| Totale               | -     | 11      | 4       | 0       | 7       | 15      | 21      | 13           | 2            | 3            | 8            | 23           | 26           | 24     | 6      | 3      | 15     | 38     | 47     | -9  |

### Andamento in campionato
| Giornata  | 1 | 2 | 3 | 4 | 5 | 6 | 7 | 8 | 9 | 10 | 11 | 12 | 13 | 14 | 15 | 16 | 17 | 18 | 19 | 20 | 21 | 22 |
| --------- | - | - | - | - | - | - | - | - | - | -- | -- | -- | -- | -- | -- | -- | -- | -- | -- | -- | -- | -- |
| Luogo     | C | T | C | T | C | T | C | T | C | C  | T  | T  | C  | T  | C  | T  | C  | T  | C  | T  | T  | C  |
| Risultato | V | P | V | P | P | V | P | N | P | P  | P  | P  | P  | N  | V  | P  | P  | N  | V  | P  | P  | P  |
| Posizione | 5 | 8 | 4 | 7 | 8 | 6 | 8 | 8 | 9 | 9  | 9  | 9  | 9  | 10 | 9  | 9  | 10 | 10 | 10 | 10 | 10 | 10 |

Legenda:

Luogo: C = Casa; T = Trasferta. Risultato: V = Vittoria; N = Pareggio; P = Sconfitta.

### Statistiche delle giocatrici
| Giocatore        | Frauen-Bundesliga | Frauen-Bundesliga | Frauen-Bundesliga | Frauen-Bundesliga | DFB-Pokal der Frauen | DFB-Pokal der Frauen | DFB-Pokal der Frauen | DFB-Pokal der Frauen | Totale   | Totale | Totale      | Totale     |
| Giocatore        | Presenze          | Reti              | Ammonizioni       | Espulsioni        | Presenze             | Reti                 | Ammonizioni          | Espulsioni           | Presenze | Reti   | Ammonizioni | Espulsioni |
| ---------------- | ----------------- | ----------------- | ----------------- | ----------------- | -------------------- | -------------------- | -------------------- | -------------------- | -------- | ------ | ----------- | ---------- |
| A. Achcińska     | 11                | 1                 | 0                 | 0                 | 1                    | 0                    | 0                    | 0                    | 12       | 1      | 0           | 0          |
| S. Agrež         | 11                | 0                 | 0                 | 0                 | -                    | -                    | -                    | -                    | 11       | 0      | 0           | 0          |
| S. Beck          | 16                | 3                 | 1                 | 0                 | 2                    | 3                    | 0                    | 0                    | 18       | 6      | 1           | 0          |
| A. Bienz         | 12                | 0                 | 2                 | 0                 | -                    | -                    | -                    | -                    | 12       | 0      | 2           | 0          |
| S. Cerci         | 7                 | 3                 | 0                 | 0                 | -                    | -                    | -                    | -                    | 7        | 3      | 0           | 0          |
| L. Cordes        | 9                 | 0                 | 2                 | 0                 | 1                    | 0                    | 0                    | 0                    | 10       | 0      | 2           | 0          |
| C. Degen         | 17                | 1                 | 5                 | 0                 | 1                    | 0                    | 0                    | 0                    | 18       | 1      | 5           | 0          |
| L. Donhauser     | 13                | 0                 | 0                 | 0                 | 1                    | 0                    | 0                    | 0                    | 14       | 0      | 0           | 0          |
| A. Gavrić        | 4                 | 1                 | 0                 | 0                 | 1                    | 1                    | 0                    | 0                    | 5        | 2      | 0           | 0          |
| A. Gerhardt      | 21                | 2                 | 3                 | 0                 | 2                    | 0                    | 0                    | 0                    | 23       | 2      | 3           | 0          |
| J. Hechler       | 18                | 0                 | 3                 | 0                 | 2                    | 0                    | 0                    | 0                    | 20       | 0      | 3           | 0          |
| P. Hoppe         | 9                 | -18               | 0                 | 0                 | -                    | -                    | -                    | -                    | 9        | -18    | 0           | 0          |
| C. Imping        | 10                | 0                 | 0                 | 0                 | 2                    | 0                    | 0                    | 0                    | 12       | 0      | 0           | 0          |
| E. Lattus        | -                 | -                 | -                 | -                 | -                    | -                    | -                    | -                    | -        | -      | -           | -          |
| M. Meßmer        | 16                | 1                 | 1                 | 0                 | 2                    | 1                    | 0                    | 0                    | 18       | 2      | 1           | 0          |
| J. Osigus        | 0                 | 0                 | 0                 | 0                 | 0                    | 0                    | 0                    | 0                    | 0        | 0      | 0           | 0          |
| N. Padilla Bidas | 18                | 2                 | 1                 | 0                 | -                    | -                    | -                    | -                    | 18       | 2      | 1           | 0          |
| J. Pal           | 14                | -25               | 0                 | 0                 | 2                    | -4                   | 0                    | 0                    | 16       | -29    | 0           | 0          |
| L. Palm          | -                 | -                 | -                 | -                 | 0                    | 0                    | 0                    | 0                    | 0        | 0      | 0           | 0          |
| M. Schimmer      | 19                | 4                 | 4                 | 0                 | 2                    | 2                    | 1                    | 0                    | 21       | 6      | 5           | 0          |
| L. Schmidt       | -                 | -                 | -                 | -                 | -                    | -                    | -                    | -                    | -        | -      | -           | -          |
| L. Uebach        | 7                 | 0                 | 0                 | 0                 | 2                    | 0                    | 0                    | 0                    | 9        | 0      | 0           | 0          |
| S. Vendelbo      | 12                | 0                 | 0                 | 0                 | 2                    | 0                    | 0                    | 0                    | 14       | 0      | 0           | 0          |
| L. Vogt          | 21                | 0                 | 8                 | 0                 | 2                    | 0                    | 0                    | 0                    | 23       | 0      | 8           | 0          |
| C. Wamser        | 11                | 1                 | 4                 | 0                 | -                    | -                    | -                    | -                    | 11       | 1      | 4           | 0          |
| M. Wiankowska    | 21                | 4                 | 1                 | 1                 | 2                    | 1                    | 1                    | 0                    | 23       | 5      | 2           | 1          |
| M. Wilde         | 12                | 0                 | 1                 | 0                 | 0                    | 0                    | 0                    | 0                    | 12       | 0      | 1           | 0          |
| D. Zeller        | 21                | 2                 | 3                 | 0                 | 2                    | 3                    | 1                    | 0                    | 23       | 5      | 4           | 0          |